# 6276 Kurohone
6276 Kurohone eller 1994 AB är en asteroid i huvudbältet som upptäcktes den 1 januari 1994 av den japanska astronomen Takao Kobayashi vid Ōizumi-observatoriet. Den är uppkallad efter den japanska byn Kurohone.
Asteroiden har en diameter på ungefär 7 kilometer och den tillhör asteroidgruppen Koronis.